# Gmina Sveti Lovreč
Gmina Sveti Lovreč (chorw. Općina Sveti Lovreč) – gmina w Chorwacji, w żupanii istryjskiej.

## Miejscowości i liczba mieszkańców (2011)
- Čehići – 4
- Frnjolići – 0
- Heraki – 18
- Ivići – 0
- Jakići Dolinji – 24
- Jurcani – 13
- Kapovići – 1
- Knapići – 0
- Kršuli – 4
- Krunčići – 92
- Lakovići – 30
- Medaki – 32
- Medvidići – 30
- Orbani – 18
- Pajari – 8
- Perini – 53
- Radići – 19
- Rajki – 31
- Selina – 201
- Stranići kod Svetog Lovreča – 41
- Gmina Sveti Lovreč (chorw. Općina Sveti Lovreč) – 312
- Vošteni – 52
- Zgrabljići – 32